# Peter Kjær
Peter Kjær, né le 5 novembre 1965 à Fredericia (Danemark), est un footballeur danois.

## Biographie
Il remporte la Coupe des confédérations en 1995, le Championnat du Danemark de football lors de la saison 1993/1994, la Coupe du Danemark de football en 2001 et la Coupe Intertoto en 1996.